# Parabel'sky (huyện)
Huyện Parabel'sky (tiếng Nga: ? райо́н) là một huyện hành chính tự quản (raion), của Tỉnh Tomsk, Nga. Huyện có diện tích 36284 km², dân số thời điểm ngày 1 tháng 1 năm 2000 là 14600 người. Trung tâm của huyện đóng ở Parabel'.